# Football Club Pro Vercelli 1892 2010-2011
Questa voce raccoglie le informazioni riguardanti il Football Club Pro Vercelli 1892 nelle competizioni ufficiali della stagione 2010-2011.

## Organigramma societario
Area direttiva
- Presidente: Massimo Secondo

Area tecnica
- Allenatore: Maurizio Braghin
- Allenatore in seconda: Cristiano Scazzola
- Preparatore atletico:  Maurizio Fanchini
- Preparatore dei portieri: Antonello De Giorgi

Area sanitaria
- Responsabile: Gianfranco Albertini
- Medici sociali: Franco Bramante
- Massofisioterapista: Fabrizio Pessetti
- Fisioterapista: Eustacchio Travaglia

## Rosa
| N. |                   | Ruolo | Calciatore            |
| -- | ----------------- | ----- | --------------------- |
|    | Italia (bandiera) | P     | Marzio Dan            |
|    | Italia (bandiera) | P     | Alex Valentini        |
|    | Italia (bandiera) | D     | Nicolò Donida         |
|    | Italia (bandiera) | D     | Claudio Labriola      |
|    | Italia (bandiera) | D     | Marco Modolo          |
|    | Italia (bandiera) | D     | Francesco Pigoni      |
|    | Italia (bandiera) | D     | Alessandro Ranellucci |
|    | Italia (bandiera) | D     | Alberto Schettino     |
|    | Italia (bandiera) | C     | Matteo Cagliano       |
|    | Italia (bandiera) | C     | Mauro Calvi           |
|    | Italia (bandiera) | C     | Mattia Corradi        |

| N. |                   | Ruolo | Calciatore         |
| -- | ----------------- | ----- | ------------------ |
|    | Italia (bandiera) | C     | Rosso Andrea       |
|    | Italia (bandiera) | C     | Gianmarco Corsino  |
|    | Italia (bandiera) | C     | Donato Disabato    |
|    | Italia (bandiera) | C     | Andrea Marconi     |
|    | Italia (bandiera) | A     | Matteo Bonomi      |
|    | Italia (bandiera) | A     | Simone De Lorentis |
|    | Italia (bandiera) | A     | Matteo Di Piazza   |
|    | Italia (bandiera) | A     | Stefano Santoni    |
|    | Italia (bandiera) | A     | Simone Ghezzi      |
|    | Italia (bandiera) | A     | Luca Orlando       |
|    | Italia (bandiera) | A     | Simone Malatesta   |

## Risultati

### Campionato

#### Girone di andata
| 29 agosto 2010 1ª giornata | Virtus Entella | 0 – 1 | Pro Vercelli |  |

| 5 settembre 2010 2ª giornata | Pro Vercelli | 0 – 0 | Montichiari |  |

| 12 settembre 2010 3ª giornata | Casale | 0 – 2 | Pro Vercelli |  |

| 19 settembre 2010 4ª giornata | Pro Vercelli | 2 – 1 | Renate |  |

| 3 ottobre 2010 6ª giornata | Pro Vercelli | 0 – 0 | Rodengo Saiano |  |

| 10 ottobre 2010 7ª giornata | Tritium | 1 – 0 | Pro Vercelli |  |

| 17 ottobre 2010 8ª giornata | Pro Vercelli | 2 – 1 | Pro Patria |  |

| 24 ottobre 2010 9ª giornata | Sambonifacese | 1 – 1 | Pro Vercelli |  |

| 31 ottobre 2010 10ª giornata | Pro Vercelli | 1 – 0 | Savona |  |

| 7 novembre 2010 11ª giornata | Valenzana | 0 – 2 | Pro Vercelli |  |

| 14 novembre 2010 12ª giornata | Pro Vercelli | 2 – 2 | Feralpisalò |  |

| 21 novembre 2010 13ª giornata | Canavese | 1 – 1 | Pro Vercelli |  |

| 28 novembre 2010 14ª giornata | Pro Vercelli | 1 – 0 | Sanremese |  |

| 5 dicembre 2010 15ª giornata | Mezzocorona | 0 – 3 | Pro Vercelli |  |

| 12 dicembre 2010 16ª giornata | Pro Vercelli | 2 – 0 | Sacilese |  |

| 19 dicembre 2010 17ª giornata | Lecco | 1 – 0 | Pro Vercelli |  |

#### Girone di ritorno
| 16 gennaio 2011 18ª giornata | Pro Vercelli | 1 – 1 | Virtus Entella |  |

| 23 gennaio 2011 19ª giornata | Montichiari | 1 – 1 | Pro Vercelli |  |

| 30 gennaio 2011 20ª giornata | Pro Vercelli | 1 – 3 | Casale |  |

| 6 febbraio 2011 21ª giornata | Renate | 0 – 0 | Pro Vercelli |  |

| 20 febbraio 2011 23ª giornata | Rodengo Saiano | 0 – 0 | Pro Vercelli |  |

| 27 febbraio 2011 24ª giornata | Pro Vercelli | 1 – 1 | Tritium |  |

| 6 marzo 2011 25ª giornata | Pro Patria | 1 – 1 | Pro Vercelli |  |

| 13 marzo 2011 26ª giornata | Pro Vercelli | 1 – 1 | Sambonifacese |  |

| 20 marzo 2011 27ª giornata | Savona | 1 – 1 | Pro Vercelli |  |

| 27 marzo 2011 28ª giornata | Pro Vercelli | 0 – 0 | Valenzana |  |

| 3 aprile 2011 29ª giornata | Feralpisalò | 2 – 0 | Pro Vercelli |  |

| 10 aprile 2011 30ª giornata | Pro Vercelli | 2 – 1 | Canavese |  |

| 17 aprile 2011 31ª giornata | Sanremese | 1 – 1 | Pro Vercelli |  |

| 23 aprile 2011 32ª giornata | Pro Vercelli | 0 – 3 | Mezzocorona |  |

| 1º maggio 2011 33ª giornata | Sacilese | 1 – 1 | Pro Vercelli |  |

| 8 maggio 2011 34ª giornata | Pro Vercelli | 2 – 1 | Lecco |  |